# Марк Клавдий Марцелл (консул 183 года до н. э.)
Марк Кла́вдий Марце́лл (лат. Marcus Claudius Marcellus; III—II века до н. э.) — римский военачальник и политический деятель из плебейской ветви аристократического рода Клавдиев, консул 183 года до н. э.

## Происхождение
Марцелл принадлежал к плебейской ветви Клавдиев, которая, по предположениям историков, изначально находилась в тесной связи с Клавдиями-патрициями: первые Марцеллы, достигшие курульных магистратур, ещё могли быть клиентами Клавдиев Крассов. Когномен Марцелл является уменьшительной формой преномена Марк, хотя Плутарх возводил этимологию к имени римского бога войны. Первым носителем этого когномена, упоминающимся в источниках, был консул 331 года до н. э.
Согласно Капитолийским фастам, у отца и деда Марка Клавдия был тот же преномен — Марк.

## Биография
Точной информации о начале политической карьеры Марка Клавдия в сохранившихся источниках нет. Двое нобилей с таким именем занимали в 180-е годы до н. э. должность претора: один в 188 году как praetor urbanus, другой — в 185 году. Один из них (кто именно — неизвестно) был избран консулом на 183 год до н. э. Его коллегой стал патриций Квинт Фабий Лабеон. Оба консула получили в качестве провинции Лигурию, но Марцелл позже двинулся в Цизальпийскую Галлию, чтобы помешать одному галльскому племени, переселившемуся из-за Альп, построить город рядом с Аквилеей. Это племя без борьбы согласилось уйти обратно за Альпы, но консул отобрал у галлов оружие и имущество; те направили жалобу в римский сенат и нашли там поддержку. Марку Клавдию пришлось вернуть отнятое.
После этого Марцелл начал готовиться к войне в Истрии, но к тому времени наступил уже конец года, и Марк Клавдий отправился в Рим, чтобы организовать очередные выборы магистратов. Его полномочия в Цизальпийской Галлии были продлены; о действиях Марка Клавдия в 182 году до н. э. известно только, что он стоял с армией у границы с Лигурией, и две тысячи лигуров обратились к нему с просьбой о покровительстве. Сенат счёл более правильным, чтобы этим делом занимался консул, а не проконсул. В 181 году до н. э. сенаторы поручили Марцеллу помочь проконсулу Лигурии Луцию Эмилию Павлу, воевавшему с племенем ингавнов, но к этому времени он уже сдал командование.
В последующие годы Марк Клавдий Марцелл упоминается ещё трижды, но во всех случаях исследователи не уверены, что речь о консуле 183 года до н. э. Так, в 173 году человек с таким именем был послом в Греции. В Дельфах он присутствовал на этолийском народном собрании и добился прекращения борьбы между двумя «партиями»; в пелопоннесском городе Эгий созвал общее собрание ахейцев и, выступая перед ними, «явно обнаружил ненависть римлян к Персею», царю Македонии.
В связи с событиями 169 года до н. э. упоминаются двое Марков Клавдиев Марцеллов. Один из них был легатом в армии консула Квинта Марция Филиппа, действовавшей против Персея в рамках Третьей Македонской войны. Другой был децемвиром священнодействий и умер в том самом году. При этом существует вероятность, хотя и не слишком большая, что ни одно из этих упоминаний не относится к консулу 183 года до н. э.